# Матвійчук Ніна Іванівна
Ніна Іванівна Матвійчук (нар.. 5 листопада 1948, м. Київ, Українська РСР, СРСР) — українська поетеса та перекладачка, член Національної спілки письменників України (1982).

## Життєпис
Ніна Матвійчук народилася 5 листопада 1948 року в місті Києві. Після закінчення середньої школи почала працювати в Інституті мовознавства АН УРСР. У 1969 році вступила на філологічний факультет Київський державний університет імені Тараса Шевченка, який закінчила в 1973 році. Паралельно із навчанням працювала позаштатним оглядачем редакції журналу «Всесвіт» (1969—1973). Отримавши диплом перейшла до редакції видавництва «Дніпро», де працювала коректором. Наступного року Ніна Матвійчук почала працювати редактором прози видавництва «Радянський письменник». З 1982 року почалась займатися творчою роботою.

## Творчість
Ніна Матвійчук — авторка збірки поезій «Вранці напровесні», яка побачила світ 1981 року, а також «Сіль землі» (1989). Також у 1978 році добірку її віршів було вміщено у колективній збірці «Співає душа». Перекладає твори румунських, молдовських, болгарських, французьких та польських поетів. Переклеклади Ніни Матвійчук відзначаються глибоким знанням історії, культури, національних традицій країн і народів, особливостей мов перекладених творів. В 1994 році виступила редакторкою монографії Марії Пещак «Розвиток давньоруського і староукраїнського наукового тексту».

### Публікації творів
- Вітрила, 1977—1978 : альманах: оповідання, вірші, гуморески, переклади. малюнки / упоряд. В. М. Луків. Київ: Молодь, 1978. 224 с. — (Молоді автори України).
- Поезія-78 : збірка. Вип. 3 (43) / [ред.-упоряд. Б.Степанюк]. Київ: Рад. письменник, 1978. 127 с.
- Поезія-87 : збірка. Вип. 2 / [упоряд. В. І. Затуливітер, О. В. Лупій]. Київ: Рад. письменник, 1987. 239 с.
- Сіль землі: поезії. Київ: Рад. письменник, 1989. 112 с. ISBN 5-333-00325-4.